# Jamie Wright
Jamie Wright (ur. 13 maja 1976 w Kitchener, Ontario) – kanadyjski hokeista.

## Kariera klubowa
- Guelph Storm (1993–1996)
- Michigan K-Wings (1996–2000)
- Dallas Stars (1997–2000)
- Utah Grizzlies (2000–2001)
- Calgary Flames (2001–2002) 
  -  Saint John Flames (2001–2002)
- Philadelphia Flyers (2002)
- Philadelphia Phantoms (2002–2003)
- Toronto Roadrunners (2003–2004)
- Edmonton Road Runners (2004–2005)
- Lukko (2005–2006)
- Servette Genewa (2006–2007)
- DEG Metro Stars (2007–2008)
- Frankfurt Lions (2008–2010)
- Sierre (2009)
- EHC Basel (2010–2013)

W 1995 otrzymał nagrodę Bobby Smith Trophy. Wright rozegrał 124 mecze w NHL – zdobył w nich 12 goli i 20 asyst. Grał również w zespole Kanady w 1996 roku w Mistrzostwach Świata Juniorów w Bostonie i zdobył jedną bramkę i dwie asysty.